# Steve Newman
Steve Newman (Città del Capo, 25 gennaio 1952) è un chitarrista sudafricano.
È uno dei fondatori dei Tananas, band sudafricana di world fusion music.
Per oltre due decenni ha collaborato con il chitarrista sudafricano Tony Cox. È stato anche un membro del progetto musicale "Mondetta" con Gito Baloi (cantante e bassista dei Tananas) e Wendy Oldfield. Assieme a Tony Cox, Syd Kitchen e Greg Georgiades ha formato The Aquarian Quartet.

## Discografia
- Your Mother is Very Worried About You (1979) Fuori produzione LP
- What do you Want (1982) da solista e anche con Tony Cox - Fuori produzione LP
- 101 Ways to Play the Acoustic Guitar (1983) con Tony Cox - Fuori produzione LP
- Tananas (1986) con Kathryn Locke - Fuori produzione
- Planetarium Live (c. 1989) con Tony Cox - Fuori produzione
- Alive at Le Plaza (1993) con Tony Cox - Fuori produzione
- About Time (2002) con Tony Cox
- Steve Newman (2004) da solista, produzione indipendente
- The World In A Guitar (2004) con Aquarian Quartet e altri artisti (Madala Kunene, Terence Scarr, Edi Nedilander, Ashish Joshi, Kesivan Naidoo, Errol Dyers)
- Flavour (2008) da solista